# Lwówek (gmina)
Lwówek – gmina miejsko-wiejska w województwie wielkopolskim, w powiecie nowotomyskim. W latach 1975–1998 gmina położona była w województwie poznańskim.
Siedziba gminy to Lwówek.
Według danych z 30 czerwca 2004 gminę zamieszkiwało 9136 osób. Natomiast według danych z 31 grudnia 2019 roku gminę zamieszkiwało 9089 osób.

## Położenie i powierzchnia
Gmina Lwówek położona jest w północnej części powiatu nowotomyskiego, przy drodze krajowej nr 92 Poznań – Pniewy – Świecko.
W bezpośrednim sąsiedztwie gminy Lwówek leżą gminy:
- Kuślin – powiat nowotomyski
- Miedzichowo – powiat nowotomyski
- Nowy Tomyśl – powiat nowotomyski
- Kwilcz – powiat międzychodzki
- Międzychód – powiat międzychodzki
- Duszniki – powiat szamotulski
- Pniewy – powiat szamotulski

Gminę Lwówek zaliczyć można do gmin o średniej wielkości; zajmuje obszar o powierzchni 183,5 km² (miasto – 3,1 km²), w tym (według statystyk z 2009 r.):
- Obszary leśne: 36,8 km² = 20%
- Użytki rolne: 134,3 km² = 73%
- Pozostałe tereny: 12,9 km² = 7%

## System powiązań zewnętrznych
Gminę Lwówek z sąsiednimi obszarami łączą naturalne formy przyrodnicze oraz elementy zainwestowania, z których najważniejszym dla mieszkańców jest komunikacja, a szczególnie:
- – droga krajowa nr 92 Świecko – Poznań – Warszawa,
- – droga powiatowa nr 32703 Lwówek – Nowy Tomyśl (przez Chmielinko).
- – droga powiatowa nr 2709P Lwówek – Opalenica

Formami przyrodniczymi, obejmującymi nie tylko gminę Lwówek, ale sąsiadujące z nią tereny są:
- – główny dział wodny, stanowiący granice rozrządową między północnymi i południowymi zlewniami rz. Warty, przebiegający w pn.-zach. części gminy,
- – dział wodny, dzielący obszar gminy na zlewnie Czarnej Wody (zachodnią) i Mogilnicy Zachodniej(wschodnią); dział ten stanowi strefę o znaczeniu hydrograficznym, klimatycznym i glebochronnym, w której konieczne jest zachowanie ciągłości przestrzennej istniejących układów przyrodniczych,
- – rynny polodowcowe, przecinające równiny, wykorzystywane przez rzeki Mogilnice i Czarną

Wodę oraz jeziora Linie, Konin i zarastające Zgierzynieckie,
- – Równina Nowotomyska o charakterze sandru – na zachodzie,
- – Wał Lwówecko-Rakoniewicki w formie ostańca wysoczyznowego – w części centralnej,-Równina Opalenicka.

W Krajowej Sieci Ekologicznej ECONET-PL wyróżniono obszar węzłowy o znaczeniu międzynarodowym (5M) Międzyrzecki, który dotyka od północy do granic gminy Lwówek oraz obszar węzłowy o znaczeniu regionalnym Lwówecko – Rakoniewicki (1R) z projektowanym Zgierzynieckim Parkiem Krajobrazowym.
Gospodarka ściekowa rozwiązana jest w ramach gminy, natomiast w zakresie zaopatrzenia w wodę-gmina korzysta z ujęć położonych nie tylko na własnym terenie, ale również woda jest dostarczana z gm. Kuślin oraz z gm. Pniewy.

## Demografia

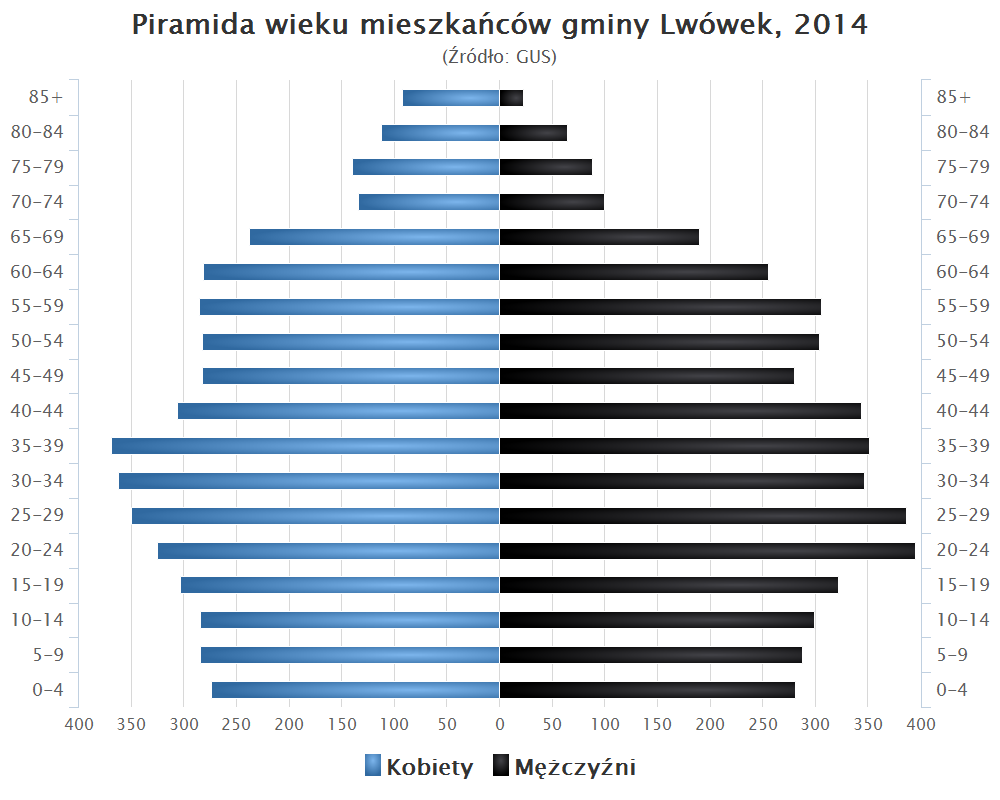
Piramida wieku mieszkańców gminy Lwówek w 2014 roku

Dane z 30 czerwca 2004:
| Opis                              | Ogółem | Ogółem | Kobiety | Kobiety | Mężczyźni | Mężczyźni |
| --------------------------------- | ------ | ------ | ------- | ------- | --------- | --------- |
| jednostka                         | osób   | %      | osób    | %       | osób      | %         |
| populacja                         | 9136   | 100    | 4616    | 50,5    | 4520      | 49,5      |
| gęstość zaludnienia (mieszk./km²) | 49,8   | 49,8   | 25,2    | 25,2    | 24,6      | 24,6      |

## Sąsiednie gminy
Duszniki, Kuślin, Kwilcz, Miedzichowo, Międzychód, Nowy Tomyśl, Pniewy